# For King and Country
For King and Country is een online computerspel, dat zich afspeelt in het tijdperk van het kolonialisme. Het doel van het spel is om door middel van oorlog gebied te veroveren, waarbij de speler hulp krijgt van zijn landgenoten.

## Gameplay
For King and Country is een op tekst gebaseerd spel. De speler is een officier in de tijd van kolonisatie. Door middel van training kan hij in rang stijgen, waardoor hij zijn leger of vloot weer kan uitbreiden. Het spel is verdeeld in twee onderdelen: Army en Navy.
Het spel is verdeeld in Ages. Bij het begin van een nieuwe Age wordt het spel weer in zijn beginfase gebracht: alle landen komen weer op hun plaatsen en de spelers beginnen op de laagste rang. Elke Age duurt drie tot vier weken. Tussen het einde van de oude Age en het begin van de nieuwe Age zit één dag.

## Army
In de Army kan de speler een leger huren. Met dit leger kan hij trainen, en in tijd van oorlog kan hij in schermutselingen met andere spelers (PvP) deelnemen, en in veldslagen (SF's) meevechten. Spelers in de Army zijn op een bepaalde rang ook verkiesbaar als leider.

## Navy
De Navy is een nieuw onderdeel van For King and Country: in de vorige versie, The Last Knights, was het spel nog beperkt tot de Army.
In de Navy heeft de officier de mogelijkheid om schepen te bouwen, ze te bemannen, en ze in zeeslagen te voeren. Ook een officier in de Navy kan door middel van training omhoog gaan in rang: het promotiesysteem in de Navy is echter ingewikkelder dan het promotiesysteem van de Army.
Trainen kan de speler tegen forten, en ook kan hij piratenschepen tot zinken brengen, of als hij geluk heeft, het schip vorderen. In tijd van oorlog kan hij de schepen van andere spelers aanvallen, en zo tot zinken brengen of vorderen, en hij kan in een vloot deelnemen, om steden aan te vallen en zo de aanwezige soldaten uitschakelen.

## Rangen
In For King and Country heb je allerlei verschillende soorten rangen. Je stijgt een rang door middel van je XP die je opdoet wanneer je traint. Je hebt in de NAVY en ARMY verschillende rangen.
De rangen van de army van laag naar hoog:
- Corporal
- 1st corporal
- Sergeant
- Staff sergeant
- Master sergeant
- Sgt Major
- 3rd lieutenant
- 2nd lieutenant
- Lieutenant
- Captain
- Major
- Lt Colonel
- Colonel
- Brigadier
- Maj General
- Lt General
- General
- Staff General
- Vice Marshal (indien je dan leider van een land bent warlord)
- Field Marshal (indien leider King)
- Grand Marshal (indien leider Emperor)
- Imperial Marshal (kunnen maximaal 2 per land, alleen de leider kan je zo benoemen indien je Grand Marshal bent.)

Vanaf Brigadier kun je met de HQ (HeadQuarters) gaan liggen spelen. Hiermee kun je mensen chargen (aanklagen), voten op je leider etc. Dit geldt dan alleen voor mensen die vanaf het begin in de land zitten en dus nog lvl1 zijn of mensen die lvl1 zijn gemaakt door middel van een charge.
Navy:
- Midshipman
- Sea Lieutenant
- Commander
- Jr Post captain
- Post captain
- Sr Post captain
- Commodore
- Rear Admiral
- Vice Admiral
- Admiral
- Admiral of the Fleets